# Citroën C-Crosser
Citroën C-Crosser  – компактный кроссовер-внедорожник французского автопроизводителя Citroën , который производился с 2007 по 2013 год и был разработан на
основе Mitsubishi Outlander второго поколения, на растянутой платформе GS, которую компания Mitsubishi разработала совместно с концерном Daimler. Автомобиль комплектовался бензиновым двигателем 2,4л мощностью 170 л.с. С 2009 года автомобиль также комплектовался турбодизелем 2,2л HDi мощностью 155 л.с. производства Citroën.
Шасси Citroën C-Crosser содержит независимую подвеску  McPherson спереди и многорычажную сзади), рулевое управление с гидросистемой, дисковые тормоза всех колес (передние вентилируемые) и система полного привода (отдельные модификации) с электронным управлением, что позволяет с помощью переключателя выбирать режим в зависимости от дорожных и погодных условий: экономичный передний привод 2WD, постоянный привод 4WD, полный привод с блокировкой дифференциала 4WD Lock для сложных условий.

## Двигатели
| Модель     | Цилиндры   | Объем      | Мощность                          | Крутящий момент        | Vмакс      | Разгон, 0–100 км/ч | Привод     | Годы выпуска    |
| Бензиновый | Бензиновый | Бензиновый | Бензиновый                        | Бензиновый             | Бензиновый | Бензиновый         | Бензиновый | Бензиновый      |
| ---------- | ---------- | ---------- | --------------------------------- | ---------------------- | ---------- | ------------------ | ---------- | --------------- |
| 2.4        | 4          | 2360 см³   | 125 kW (170 л.с.) при 6000 об/мин | 232 Нм при 4100 об/мин | 190 км/ч   | 9,6 с              | 4WD        | 07/2007–02/2012 |
| Дизельный  |            |            |                                   |                        |            |                    |            |                 |
| 2.2 HDi    | 4          | 2179 см³   | 115 kW (156 л.с.) при 4000 об/мин | 380 Нм при 2000 об/мин | 200 км/ч   | 9,9 с              | 4WD        | 11/2009–03/2013 |